# Jubbulpuria tenuis
La jubbulpuria (Jubbulpuria tenuis) è un dinosauro carnivoro, probabilmente appartenente agli abelisauri. Visse nel Cretaceo superiore  (Maastrichtiano, circa 70 milioni di anni fa) e i suoi resti fossili sono stati ritrovati in India. L'identità è dubbia.

## Classificazione
Questo dinosauro è conosciuto solo per alcune vertebre di piccole dimensioni, ritrovate nella formazione Lameta, in India centrale, e descritte per la prima volta da Friedrich von Huene nel 1932. Inizialmente vennero interpretate come le vertebre dorsali di un piccolo dinosauro carnivoro simile a Coelurus, e quindi attribuite a un rappresentante dei celuridi. Studi più recenti (Novas et al., 2004) hanno determinato che le vertebre erano in realtà dorsali e che, con tutta probabilità, appartenevano a un rappresentante dei ceratosauri, forse simile a Noasaurus. In ogni caso, l'identità dei fossili è dubbia a causa dell'estrema frammentarietà e della mancanza di caratteri distintivi. Il nome generico, Jubbulpuria, si riferisce a Jabalpur, presso cui sono stati ritrovati i fossili, e l'epiteto specifico (tenuis) è un termine latino indicante "snello". Jubbulpuria doveva essere un piccolo e veloce dinosauro carnivoro, lungo meno di due metri e alto una cinquantina di centimetri. Un altro dinosauro carnivoro ritrovato nella stessa zona e conosciuto per vertebre fossili è Coeluroides, di dimensioni lievemente maggiori.